# Xã Sturgeon Lake, Quận Pine, Minnesota
Xã Sturgeon Lake (tiếng Anh: Sturgeon Lake Township) là một xã thuộc quận Pine, tiểu bang Minnesota, Hoa Kỳ. Năm 2010, dân số của xã này là 508 người.